# Rocca aldobrandesca (Sovana)
La Rocca aldobrandesca è un castello in rovina a Sovana, località del comune di Sorano.

## Descrizione
La costruzione è situata poco fuori la parte orientale del centro storico, poggiando con il lato esterno un piccolo sperone di tufo che livella la superficie di base.
Rimangono imponenti ruderi, rivestiti in tufo e conservati in discrete condizioni. L'accesso avviene attraverso una porta ad arco tondo che si apre sul lato rivolto verso il centro storico. Le cortine murarie poggiano su alcuni tratti delle primitive "Mura di Sovana" etrusche e presentano, in alcuni punti, coronamenti sommitali con archetti ciechi poggianti su mensole; anche la torre, che si conserva soltanto su due lati, presenta un coronamento sommitale molto simile, con mensole che risultano però molto più sporgenti, lasciando immaginare la presenza di una merlatura in epoche passate.

## Storia
La rocca sorse su preesistenti strutture di epoca etrusca attorno all'anno mille come sede e simbolo del potere della famiglia Aldobrandeschi, che la controllarono fino alla fine del Duecento. Durante il dominio aldobrandesco, la fortificazione fu inglobata nella Contea di Sovana, a seguito della spartizione di tutti i possedimenti della famiglia.

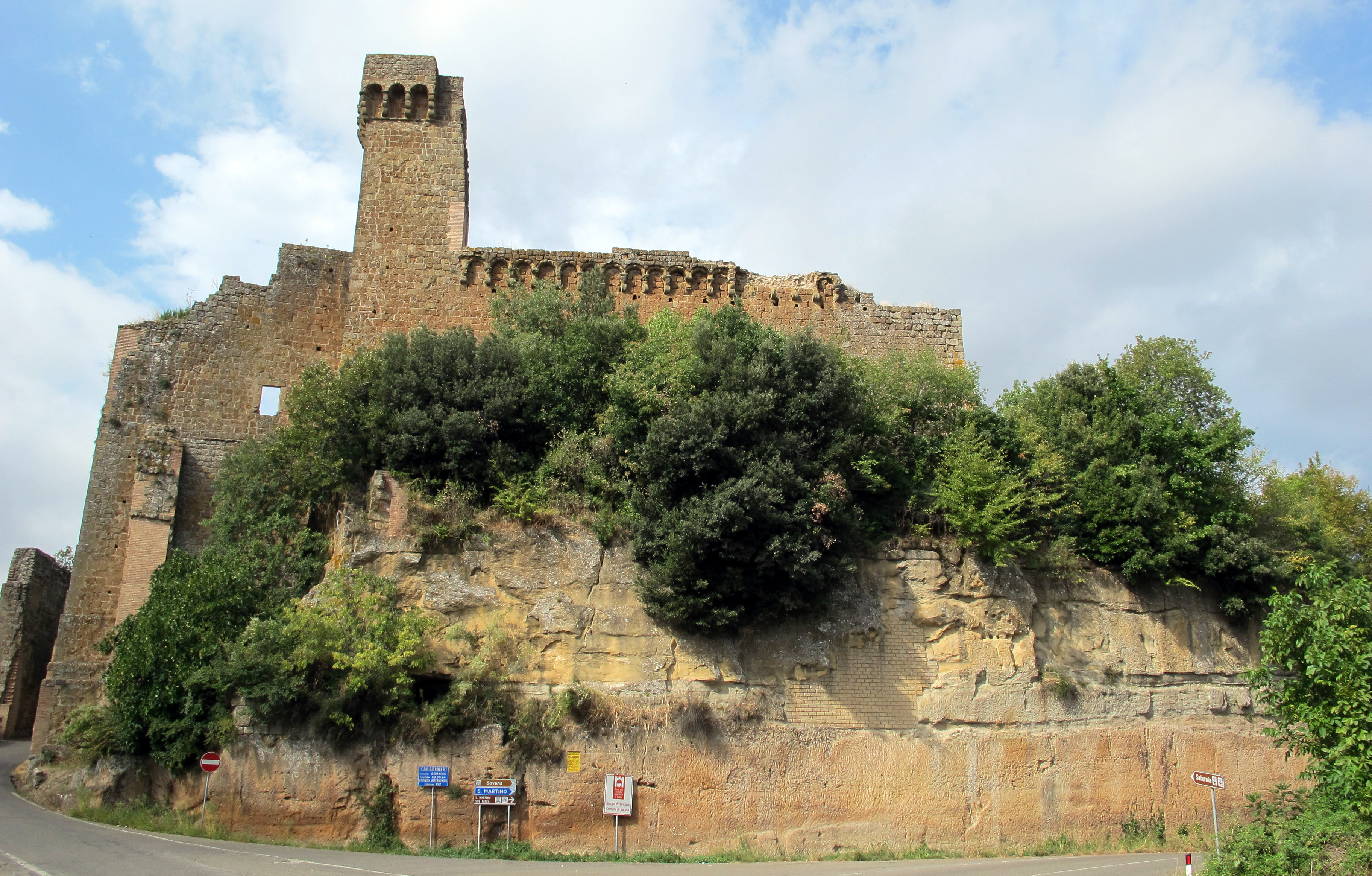
Lato esterno

Nel 1293, Sovana e la sua rocca entrarono a far parte della Contea degli Orsini di Pitigliano, a seguito del matrimonio tra Romano Orsini e Anastasia Aldobrandeschi. Tuttavia, in questo periodo storico ci fu una fase di degrado dovuta allo spostamento della capitale a Pitigliano.
Nei primi anni del Quattrocento, Sovana fu conquistata dai Senesi, entrando così a far parte della Repubblica di Siena. Proprio in questo periodo, la fortificazione venne restaurata dopo essere rimasta completamente abbandonata per più di un secolo.
Nella seconda metà del Cinquecento, Sovana e la sua rocca entrarono a far parte del Granducato di Toscana, seguendone le sorti. Cosimo I de' Medici fece eseguire alcuni lavori di ristrutturazione che, tuttavia, non impedirono il successivo abbandono e il conseguente degrado della struttura.